# Anno 1602
Anno 1602: Creation of a New World (лат. У 1602 році) (в США, Канаді та Австралії видана як 1602 A. D.) — відеогра, містобудівна стратегія в реальному часі, розроблена австрійською компанією Max Design і випущена в 1998 році.
Дія гри відбувається в Новий час і включає в себе будівництво колонії й управління ресурсами на архіпелазі невеликих островів. Присутня можливість дослідження, бою, дипломатії та торгівлі. Гра охоплює той же період, що і Sid Meier's Colonization, однак управління колонією в ній більш деталізовано, а взаємодія зі Старим Світом відсутня. Місцями, в таких моментах, як розширення території і перевезення ресурсів, Anno 1602 нагадує ранні гри серії Settlers. Гра більш орієнтована на економічну складову, і гравці рідко вступають в бій. У ній також була зроблена спроба впровадити так званий «прогресивний» ШІ, який автоматично налаштовує швидкість гри в залежності від швидкості дій гравця.
Гра мала два аддона, New Islands, New Adventures і By Royal Command (обидва вийшли в 1998 році), а також з'явилася родоначальницею цілої серії ігор Anno, що включає в себе ігри Anno 1503, Anno 1701, Anno 1404, Anno 2070 і Anno 2205.

## Огляд
Гра дозволяє гравцеві створити реалістичний і живий світ на свій смак, а як кінцеву мету ставить колонізацію архіпелагу і подальшу торгівлю з іншими гравцями, своїми власними колоніями або місцевими племенами. В основному вона зосереджена на економічній складовій, але іноді гравцеві доводиться захищатися від різних ворогів.
Anno 1602 дозволяє створювати за допомогою редактора сценаріїв свої власні карти. Цей інструмент простіше і зручніше, ніж багато пізніші його побратими в інших іграх, хоча його можливості невеликі. Разом з функцією створення випадкових карт він додатково залучає до гри. Однак цей редактор не увійшов у всі версії гри, тому існують також аматорські програми.

## Ігровий процес
Гра починається в 1602 р. н. е. і ведеться за невизначену європейську націю, яка має намір розширити свої володіння за рахунок заокеанських територій. Спочатку гравець повинен знайти поблизу острів, заселити його і почати розвиток економіки. Американська версія гри містить не тільки всі 6 сценаріїв, що увійшли в європейську (в доповнення до підручника та тренування), але і 9 нових, разом з режимом фріплея.
Anno 1602 також підтримує гру по мережі, в якій може брати участь до чотирьох гравців. Оскільки режим мультиплеера був не настільки відпрацьований, як в більш пізніх іграх, часто відбуваються баги і роз'єднання. Незважаючи на це, деякі гравці досі зберігають інтерес до багатокористувацької гри в Anno 1602. У цю гру можна грати і з допомогою нуль-модемного з'єднання.
Гра зроблена настільки нейтральною в національному питанні, наскільки можливо. Після введення імені персонажа гравець вибирає один з чотирьох кольорових прапорів, який буде символізувати його країну. Після цього він може почати один із сценаріїв або грати в режимі фріплея. Це радикально інший підхід у порівнянні з такими іграми, як The Settlers або Age of Empires, і, на думку критиків, відсутність відмінностей між націями збіднює гру. Фанати і розробники гри заперечують, що гра створена таким чином, щоб не створювати нерівні умови між гравцями у розвитку економіки.
На відміну від інших ігор, де технологія відіграє велику роль у протистоянні сторін, Anno 1602 технічні поліпшення важливі насамперед для внутрішнього розвитку колонії. Наприклад, у ній переважають апгрейди, які підвищують не боєздатність кораблів, а їх вантажопідйомність і збільшують тим самим доходи колонії. Більшість будівель в ході гри також можуть бути поліпшені на радість городянам, які будуть збільшувати доходи колонії і давати гравцеві можливість для її розвитку і заселення інших островів.
Для спорудження військових підприємств гравцеві потрібно досягти певного рівня населення. Виробництво зброї йде з допомогою цілого ланцюжка будівель; крім того, інші будівлі виробляють юнітів. Після спорудження будівель також знадобиться постійний приплив грошей (ще одна причина, чому в грі так важлива економіка). Незважаючи на складність, така «лінія виробництва» була впроваджена і в більш нові ігри, наприклад, в Stronghold. Навіть після будівництва великої армії ворог може завдати серйозної шкоди, взявши острів в кільце блокади і перервавши торгівлю; така тактика дуже схожа на реальні дії, що відбувалися під час європейських воєн.
З розвитком і розширенням колонії гравець отримує доступ до все більшого числа різних типів будівель, а городяни починають зводити більш елегантні і значні за розмірами будинки. Така циклічна система — одна з причин тривалого інтересу до гри, і багато гравців витратили не одну годину в спробах збільшити населення колонії, щоб під кінець отримати доступ до нової споруди або юніта.